# Woodbury (Tennessee)
Woodbury is een plaats (town) in de Amerikaanse staat Tennessee, en valt bestuurlijk gezien onder Cannon County.

## Demografie
Bij de volkstelling in 2000 werd het aantal inwoners vastgesteld op 2428.
In 2006 is het aantal inwoners door het United States Census Bureau geschat op 2540, een stijging van 112 (4,6%).

## Geografie
Volgens het United States Census Bureau beslaat de plaats een oppervlakte van
4,5 km², geheel bestaande uit land. Woodbury ligt op ongeveer 338 m boven zeeniveau.

## Plaatsen in de nabije omgeving
De onderstaande figuur toont nabijgelegen plaatsen in een straal van 28 km rond Woodbury.